# Scalius andinus
Scalius andinus là một loài Rêu trong họ Haplomitriaceae. Loài này được Spruce mô tả khoa học đầu tiên năm 1885.